# Vorderhainbach

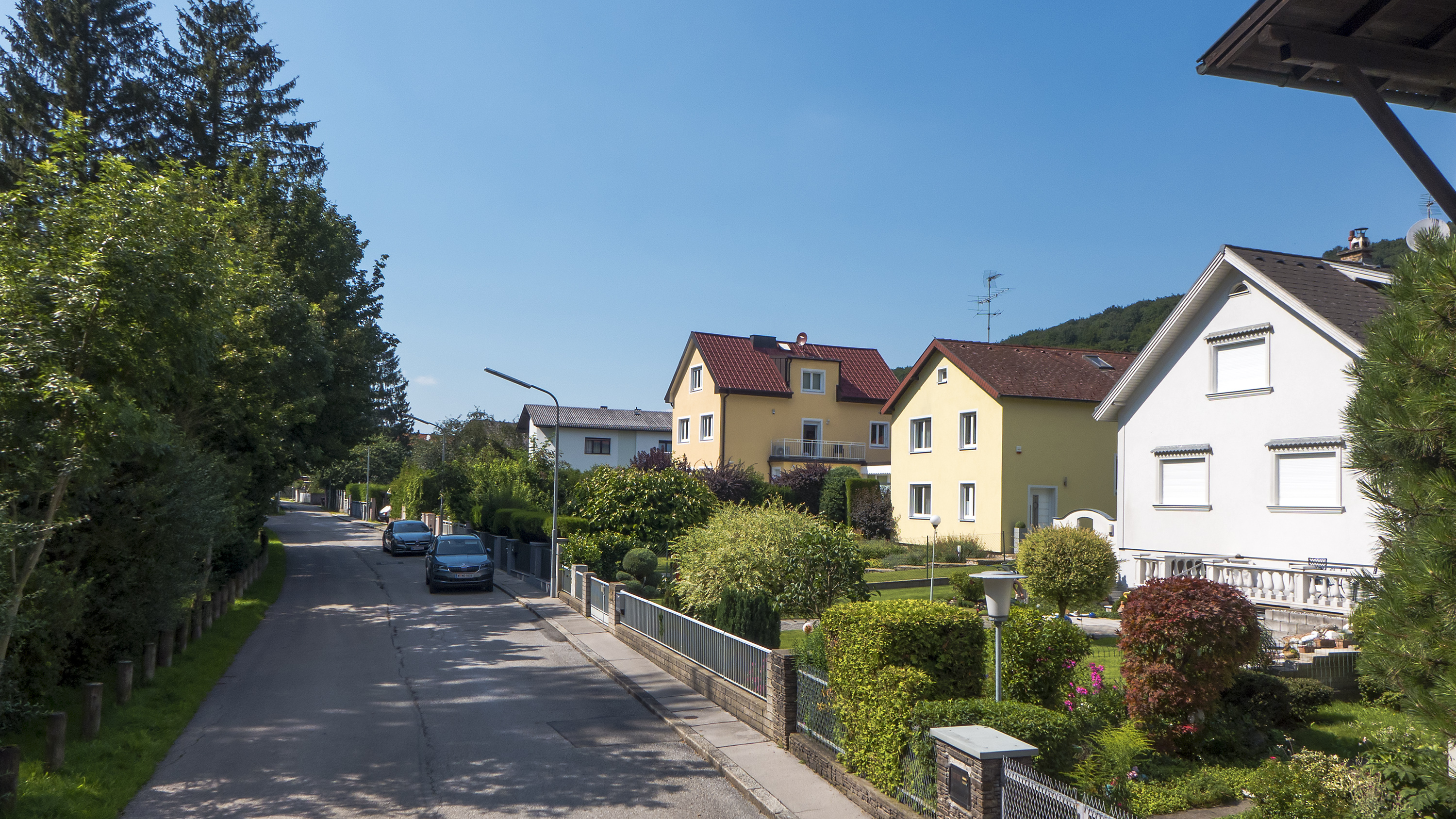
Vorderhainbach

Vorderhainbach ist eine Siedlung in Wien. Sie gehört zum 14. Wiener Gemeindebezirk Penzing und zur Katastralgemeinde Hadersdorf.
Vorderhainbach liegt im Wienerwald im Tal des Mauerbachs, an der Einmündung des Hainbachs. Außerdem liegt der Ort direkt an der Wiener Stadtgrenze zur Gemeinde Mauerbach. Bei Vorderhainbach befindet sich die Hohe-Wand-Wiese. Bei der Volkszählung 1961 wurde die Siedlung als Dorf mit 58 Häusern und 278 Einwohnern ausgewiesen.